# Heestert
Heestert is een dorp in het zuiden van de Belgische provincie West-Vlaanderen en een deelgemeente van Zwevegem. Heestert was een zelfstandige gemeente tot de gemeentelijke herindeling van 1977. Het landschap is heuvelachtig; het hoogste punt van Heestert bevindt zich met 65 meter op de Keiberg vlak aan het kanaal Bossuit-Kortrijk. Er is nog landbouw aanwezig in de vorm van akkerbouw maar Heestert ontwikkelt zich meer en meer tot woondorp.

## Geschiedenis
Heestert werd in 1048 voor het eerst vermeld als (villa dicta) Hertrudis. Het dorp dankt zijn naam aan een adellijke dame Ertrudis die zich hier in de 11e eeuw kwam vestigen en er een kasteel liet bouwen.
Het grondgebied van Heestert behoorde aanvankelijk onder de kasselrij Kortrijk; bij de afscheuring van de kasselrij Oudenaarde in de 14e eeuw bleef Heestert voor een derde onder Kortrijk en voor twee derde onder Oudenaarde.
De dorpsheerlijkheid werd bestuurd vanuit Oudenaarde en de heerschappij over Heestert ging in de loop der eeuwen over in handen van verscheidene families. Bij de vorming van de gemeenten in 1795 werd Heestert een zelfstandige gemeente. In 1977 werd de gemeente opgeheven en bij Zwevegem gevoegd.
Naast de landbouw was de vlasverwerking een belangrijke bron van inkomen. Vanaf 1934 kwam er ook vlasverwerking op industriële basis, maar deze bedrijven was geen lang leven beschoren. In 1936 kwam er vanuit Moen een sigarenfabriek, Vandermarliere.

## Bezienswaardigheden
- De Onze-Lieve-Vrouw-ten-Hemelopnemingkerk: van de vroegere kerk uit 1500 zijn het laatgotisch koor en 2 zijkapellen overgebleven. In 1771 werd er een nieuw eenbeukig schip met westertoren gebouwd. De kerk brandde af in 1931 waarna ze werd hersteld.
- Naast de kerk ligt het kerkhof en ook een Brits militair kerkhof, het Heestert Military Cemetery. Er liggen 127 Britten begraven die sneuvelden tijdens Eerste Wereldoorlog, en het telt ook 57 Duitse graven.
- Het Kasteel Banhout uit de 19e eeuw met eromheen het Banhoutbos ligt in het midden van een landbouwgebied.

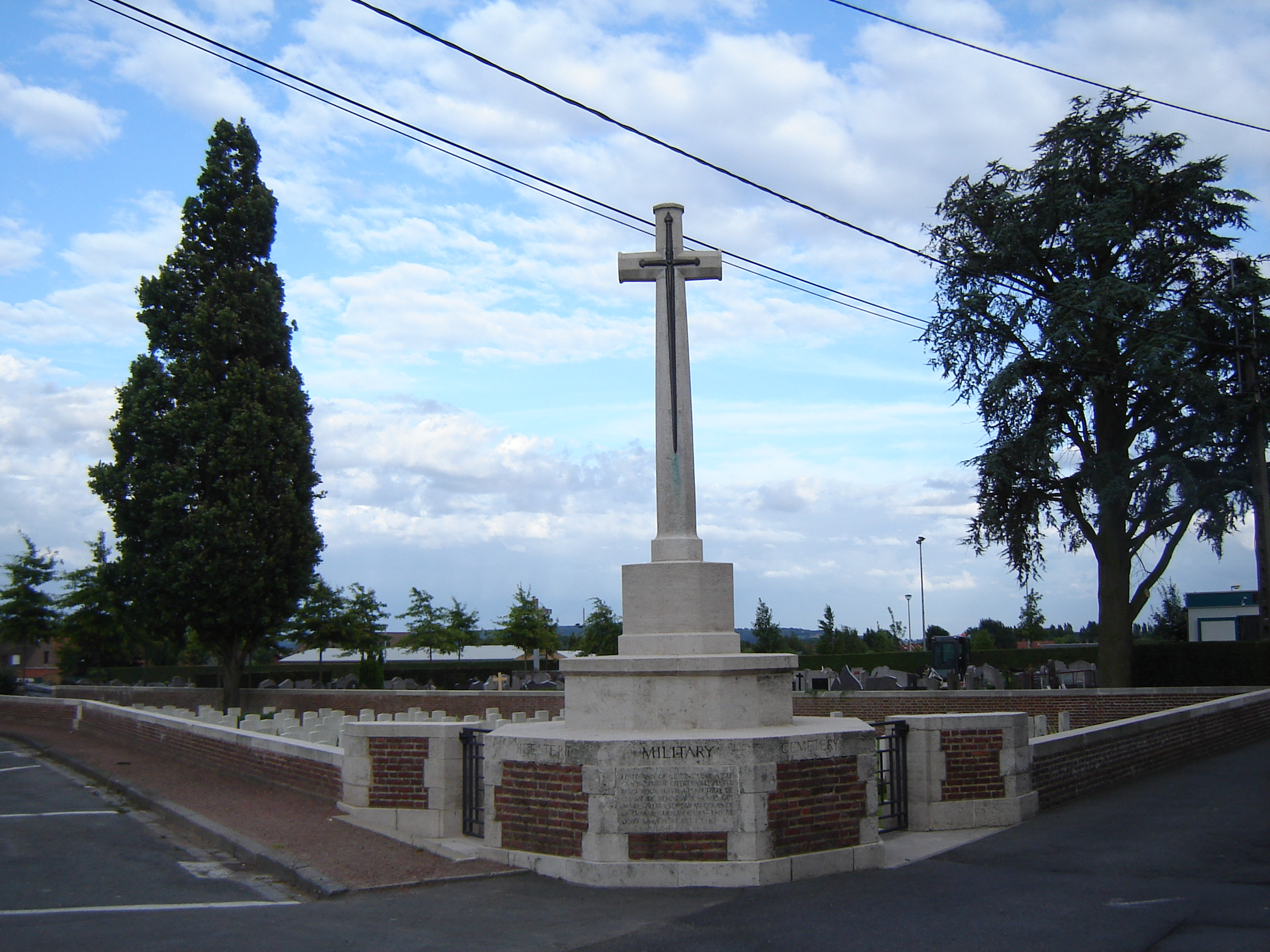
Heestert Military Cemetery

## Natuur en landschap
Heestert ligt in Zandlemig Vlaanderen. Het laagste deel ligt ter hoogte van de kom, ongeveer 25 meter. De hoogste delen zijn de Keiberg op 65 meter en de heuvel in het Banhoutbos op 57 meter.

## Demografische ontwikkeling
- Bronnen:NIS, Opm:1831 tot en met 1970=volkstellingen; 1976 = inwoneraantal op 31 december

## Politiek
De gemeente had tot 1976 en de gemeentelijke fusies een eigen gemeentebestuur en burgemeester. De laatste burgemeester was Paul Deprez, die jaren later nog burgemeester van fusiegemeente Zwevegem zou worden.

## Verkeer
Het dorp ligt langs de N8.

## Culturele activiteiten
Naast tal van activiteiten georganiseerd door de plaatselijke verenigingen, zijn er enkele jaarlijks terugkomende festiviteiten.
- 15 augustus : Ommegangsfeesten
- 1e weekend september: Hoevefeesten
- 2e weekend oktober : Waterhoekfeesten

## Nabijgelegen kernen
Zwevegem-Knokke, Moen, Avelgem, Sint-Lodewijk, Otegem, Outrijve

## Geboren in Heestert
- Theophile Byttebier (1851-1924), wegenbouw-aannemer (Firma Byttebier)
- Robin Orins (2002), wielrenner

Deelgemeenten: Heestert · Moen · Otegem · Sint-Denijs · Zwevegem

Overige plaatsen: Kappaert · Zwevegem-Knokke

Belgische gemeenten · Arrondissement Kortrijk · West-Vlaanderen · Vlaanderen